# Lengyel Dániel (orvos)
Lengyel Dániel (Kolozsvár, 1815. november 15. – Pozsony, 1884. augusztus 14.) orvos, honvédorvos, tanár, gimnáziumi igazgató.

## Származása, tanulmányai
Apja, Szczepan Lubomirski Przemyśl városából települt át Kolozsvárra, Kendeffy Ádám nevelőjeként tanult meg magyarul, majd a Kendeffy család jószágigazgatója, egyúttal a kolozsvári református főiskolán a bölcselet, földrajz és német nyelv tanára lett. Kolozsváron kötött házasságot nagybaconi Incze Krisztinával, ekkor végleg Magyarországon telepedett le, és nevét – utalva származására – Lengyel Istvánra változtatta. Lengyel Dániel alsóbb iskoláit szülővárosában végezte, majd 1835-től a pesti egyetem orvosi karának hallgatója lett. Orvosi oklevelét 1842-ben szerezte meg.

## Orvosi pályája
Oklevele megszerzése után állami szolgálatba lépett, pályafutását Abrudbányán bányászorvosként kezdte, majd 1845-ben Vajdahunyadra nevezték ki kamaraorvosnak. Az 1848 márciusi forradalom ebben az állásban érte.
Az erdélyi hadsereg újjászervezésekor, 1848 decemberében feleségével és gyermekeivel jelentkezett Bem táborában, és ekkortól mint honvédorvos tevékenykedett. 1849-ben a gyulafehérvári ostromseregben szolgált, ahol törzsorvosi rangot ért el. A fegyverletételkor kórházával Déván maradt, ahol felesége kolerában meghalt.
Tekintélyes pártfogóinak köszönhetően megmenekült a besorozástól. 1851-ben ismét megnősült. Felesége a balázsfai gyógyszerész leánya, Schisszel Jozefa írónő lett, aki Dalma név alatt írt az akkori szépirodalmi lapokba. Lengyel Dániel 1851-ben ismét állami szolgálatba lépett, ekkor Zaránd vármegye tiszti főorvosává nevezték ki, majd 1852-ben, mivel a fővárosban szándékozott letelepedni, a pesti Szent Rókus Kórház első segédorvosa lett. 1854-ben elfogadta a nagykőrösi református egyháztanács ajánlatát, amelyben a helyi főgimnáziumba tanárnak és iskolaorvosnak hívták meg.

## Tanári pályája
1854–1870 között a nagykőrösi református gimnáziumban a természetrajz és a német nyelv tanára volt, közben orvosi gyakorlatot is folytatott. Nagy lelkesedéssel gyakorolta új hívatását. Számos értékes tárggyal gyarapította, rendezte és katalogizálta a gimnázium természetrajzi gyűjteményét. A tantestületben a korabeli magyar szellemi élet számos kiválóságával került kapcsolatba, így például Arany Jánossal, Mentovich Ferenccel, Szász Károllyal, Szilágyi Sándorral, Szabó Károllyal, Szigeti Warga Jánossal. 1870-ben kinevezték a losonci, majd 1875-ben a fehértemplomi állami főgimnázium igazgatójává. 1876-ban egészségi állapota miatt szabadságolták, majd 1878-ban nyugdíjazták. Nyugalomba vonulása után Pozsonyban élt.

## Írói és szakírói munkássága
Az orvosi egyetem hallgatójaként operaszöveget írt Gízul címmel. A mű nyomtatásban is megjelent, és Thern Károly zenéjével 1841–42-ben a Nemzeti Színházban három alkalommal adták elő.  Magyarra fordította Eugène Scribe A fekete dominó című vígoperáját, melyet 1842. április 2-án mutattak be Pesten, majd 1878. február 1-jén Kassán. Orvosi tárgyú cikkei jelentek meg a Múlt és Jelen, a Budapesti Hírlap és a Nővilág című lapokban. Gyógyfürdőkről szóló orvosdoktori értekezését hosszabb fürdőtörténettel kibővítve és az egyes forrásvizek adatait korszerűsítve 1853-ban Fürdői zsebkönyv címmel adta ki. Művei elsősorban nem orvosokhoz, hanem széles olvasóközönséghez szóló népszerűsítő kiadványok voltak.

### Művei
- Gizul (opera, zene: Thern Károly, Pest, 1841)
- Orvosdoktori értekezés a fürdők gyógyerejéről s hasznáról (Buda, 1842)
- Fürdői zsebkönyv. Magyar-, Erdély-, Horvát-Tótország, a Szerbvajdaság s Temesi-Bánság, nemkülönben a Határőrvidék ásványvizei s fürdőintézetei ismertetését tárgyalva (Pest, 1853, németül: Pest, 1854)
- Szülők kötelességei gyermekeik iránt azok születése előtt és a születések utáni első években (Pest, 1861)
- Orvosi tanácsadó városon és falun (Pest, 1861, 2. javított és bővített kiadás: Budapest, 1885)

## Emlékezete
Sírja a Házsongárdi temetőben található. Főleg levelekből álló kéziratgyűjteményét felesége az Erdélyi Múzeum-Egyesület levéltárának ajándékozta.